# Elecciones federales de México de 2021 en Michoacán
Las elecciones federales de México de 2021 en Michoacán se llevaron a cabo el domingo 6 de junio de 2021, y en ellas se renovaron los siguientes cargos de elección popular:
- 12 diputados federales. Miembros de la cámara baja del Congreso de la Unión. Doce elegidos por mayoría simple. Todos ellos electos para un periodo de tres años a partir del 1 de septiembre de 2021 con la posibilidad de reelección por hasta tres periodos adicionales.

## Resultados electorales

### Diputados federales por Michoacán

#### Diputados Electos
| Distrito | Candidato                         | Partido | Tipo de elección |
| -------- | --------------------------------- | ------- | ---------------- |
| 1        | Leonel Godoy Rangel               |         | Mayoría relativa |
| 2        | Mauricio Prieto Gómez             |         | Mayoría relativa |
| 3        | Mary Carmen Bernal Martínez       |         | Mayoría relativa |
| 4        | Rodrigo Sánchez Zepeda            |         | Mayoría relativa |
| 5        | Enrique Godínez Del Río           |         | Mayoría relativa |
| 6        | Berenice Juárez Navarrete         |         | Mayoría relativa |
| 7        | Adriana Campos Huirache           |         | Mayoría relativa |
| 8        | Roberto Carlos López García       |         | Mayoría relativa |
| 9        | Carlos Alberto Manzo Rodríguez    |         | Mayoría relativa |
| 10       | Carlos Humberto Quintana Martínez |         | Mayoría relativa |
| 11       | Macarena Chávez Flores            |         | Mayoría relativa |
| 12       | Francisco Javier Huacus Esquivel  |         | Mayoría relativa |

#### Resultados
|  | 35.63 % |

|  | 14.47 % |

|  | 12.91 % |

|  | 11.96 % |

|  | 7.34 % |

|  | 5.73 % |

|  | 3.94 % |

|  | 3.35 % |

|  | 2.67 % |

|  | 1.52 % |

|  | 0.54 % |

|  | 4.61 % |

|  | 0.08 % |

|  | 100 % |

|  | 49.70 % |

## Resultados por distrito electoral

### Distrito 1. Lázaro Cárdenas
|  | 51.96 % |

|  | 26.56 % |

|  | 7.84 % |

|  | 3.52 % |

|  | 1.63 % |

|  | 1.47 % |

|  | 1.45 % |

|  | 1.04 % |

|  | 4.50 % |

|  | 0.04 % |

|  | 100 % |

### Distrito 2. Puruándiro
|  | 34.94 % |

|  | 22.43 % |

|  | 9.88 % |

|  | 8.78 % |

|  | 8.22 % |

|  | 4.65 % |

|  | 4.63 % |

|  | 1.08 % |

|  | 5.34 % |

|  | 0.05 % |

|  | 100 % |

### Distrito 3. Heroica Zitácuaro
|  | 46.73 % |

|  | 40.72 % |

|  | 2.74 % |

|  | 2.37 % |

|  | 1.82 % |

|  | 1.51 % |

|  | 4.09 % |

|  | 0.03 % |

|  | 100 % |

### Distrito 4. Jiquilpan de Juárez
|  | 43.68 % |

|  | 27.37 % |

|  | 7.02 % |

|  | 6.75 % |

|  | 3.79 % |

|  | 3.46 % |

|  | 2.71 % |

|  | 1.42 % |

|  | 3.78 % |

|  | 0.03 % |

|  | 100 % |

### Distrito 5. Zamora de Hidalgo
|  | 46.95 % |

|  | 26.54 % |

|  | 7.72 % |

|  | 5.18 % |

|  | 4.16 % |

|  | 2.90 % |

|  | 2.17 % |

|  | 0.76 % |

|  | 3.58 % |

|  | 0.06 % |

|  | 100 % |

### Distrito 6. Ciudad Hidalgo
|  | 37.02 % |

|  | 26.42 % |

|  | 11.83 % |

|  | 7.81 % |

|  | 6.18 % |

|  | 1.84 % |

|  | 1.84 % |

|  | 1.79 % |

|  | 5.22 % |

|  | 0.06 % |

|  | 100 % |

### Distrito 7. Zacapu
|  | 37.90 % |

|  | 30.47 % |

|  | 6.21 % |

|  | 5.60 % |

|  | 5.52 % |

|  | 4.32 % |

|  | 3.28 % |

|  | 1.77 % |

|  | 4.88 % |

|  | 0.03 % |

|  | 100 % |

### Distrito 8. Morelia
|  | 40.96 % |

|  | 37.04 % |

|  | 5.59 % |

|  | 2.72 % |

|  | 2.46 % |

|  | 2.29 % |

|  | 2.08 % |

|  | 1.52 % |

|  | 5.23 % |

|  | 0.11 % |

|  | 100 % |

### Distrito 9. Uruapan del Progreso
|  | 41.56 % |

|  | 36.01 % |

|  | 8.44 % |

|  | 3.06 % |

|  | 2.84 % |

|  | 1.79 % |

|  | 1.07 % |

|  | 0.86 % |

|  | 0.52 % |

|  | 3.83 % |

|  | 0.04 % |

|  | 100 % |

### Distrito 10. Morelia
|  | 51.63 % |

|  | 29.36 % |

|  | 5.51 % |

|  | 2.48 % |

|  | 2.41 % |

|  | 1.65 % |

|  | 1.60 % |

|  | 1.18 % |

|  | 4.09 % |

|  | 0.09 % |

|  | 100 % |

### Distrito 11. Pátzcuaro
|  | 38.29 % |

|  | 24.92 % |

|  | 9.34 % |

|  | 8.36 % |

|  | 5.10 % |

|  | 3.43 % |

|  | 2.48 % |

|  | 2.02 % |

|  | 6.03 % |

|  | 0.03 % |

|  | 100 % |

### Distrito 12. Apatzingán de la Constitución
|  | 47.26 % |

|  | 35.76 % |

|  | 4.96 % |

|  | 2.80 % |

|  | 2.40 % |

|  | 2.20 % |

|  | 4.19 % |

|  | 0.44 % |

|  | 100 % |